# Trinomys paratus
Trinomys paratus är en gnagare i familjen lansråttor som förekommer i östra Brasilien. Populationen infogades fram till året 2000 som underart i Trinomys iheringi.

## Utseende
Med en kroppslängd (huvud och bål) av 187 till 246 mm, en svanslängd av 171 till 236 mm och en vikt av 195 till 350 g är arten stor i släktet Trinomys. Den har 25 till 54 mm långa bakfötter och 18 till 33 mm långa öron. I pälsen på ryggen finns flera taggar som är upp till 24 mm långa och ungefär 1,6 mm tjocka. Taggarna är nära basen ljusbrun till vita och vid spetsen mörkare till svarta. Ovansidans mjuka hår är kanelbruna till svartbruna och vid kroppssidorna är de tydlig ljusare. Det finns en skarp gräns mot den vita undersidan. Hos vuxna exemplar har svansen en mörk ovansida och en ljus undersida. Dessutom finns en tofs av långa hår vid svansspetsen. Typiskt för huvudet är det robusta kraniet. Hannens penisben är i genomsnitt 9,8 mm lång.

## Utbredning och ekologi
Utbredningsområdet sträcker sig från södra delen av delstaten Espírito Santo till östra Minas Gerais. Arten lever i fuktiga delar av Atlantskogen, i återskapade skogar och i växtligheten med palmer nära havet. Trinomys paratus hittas i låglandet och i kulliga regioner upp till 400 meter över havet. Ytterliga informationer angående artens beteende saknas.

## Hot
Beståndet hotas av skogens omvandling till jordbruks- och betesmarker. Det finns inga uppgifter om populationens storlek och artens naturliga behov. IUCN listar Trinomys paratus med kunskapsbrist (DD).